# Lautaro

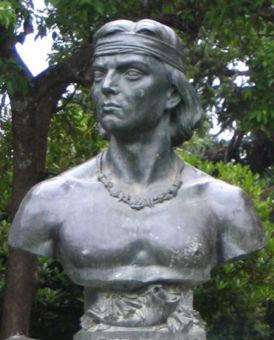
Bust de Lautaro.

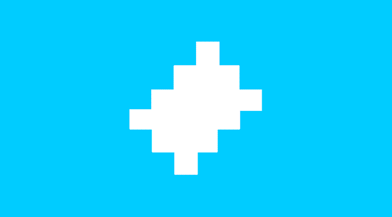
Bandera de Lautaro a la batalla de Valdivia

Lautaro (Tirúa, Xile, ca. 1535 – Peteroa, Xile, 29 d'abril del 1557) fou un cap dels araucans que va destacar en la seva resistència als espanyols.
Entre els espanyols era conegut amb el nom d'Alonso, encara que els seus compatriotes l'anomenaven Lautaro. Alguns historiadors, sense gran fonament, diuen que degué anomenar-se Leutaru o Leuteru, convertit en Lautaro pels espanyols per ser aquesta veu més fàcil de pronunciar. Això es basa en el fet que els indis xilens solien prendre el nom del lloc on vivien o d'algunes de les qualitats de l'individu, animal o objecte al qual creien assemblar-se, i en la llengua primitiva de Xile hi havia el verb leutum, que significava escometre, envestir i perseguir a l'enemic, i l'adjectiu leuten, el significat dels quals era el de diligent, audaç, emprenedor; i, com es veu, aquestes qualitats corresponien perfectament al cèlebre cabdill.
En una de les corregudes del conquistador Pedro de Valdivia probablement al voltant de 1550, feu presoner Lautaro, reservant-lo per al seu servei particular i encomanant-li tenir cura dels seus cavalls. Durant els anys d'esclavitud, Lautaro es dedicà a estudiar els espanyols, i no fou perdut, per cert, el temps que passà al costat de Valdivia. Quan el 1553 s'assabentà que els seus compatriotes s'havien revoltat contra l'invasor, fugí, va córrer vers ells i, segons tots els indicis, ja prengué part en el combat en què els araucans aconseguiren destruir el fort de Tucapel.
Poc temps després, i en una assemblea en què s'havia de discutir i acordar el pla de guerra a seguir contra els espanyols, Lautro es rebel·là als seus com l'únic guerrer capaç de portar-los a la victòria. Els digué que els espanyols no eren invencibles, ja que si bé tenien armes més poderoses que les dels indis i coratjosos cavalls que centuplicaven les seves forces, els homes i els cavalls restaven sotmesos, com els indis, a la fatiga. Lautaro escollí com a teatre de la batalla una serra envoltada en part pel riu Tucapel, en els quals boscos podien amagar-se els cossos més nombrosos dels seus guerrers destinats a sorprendre els espanyols.

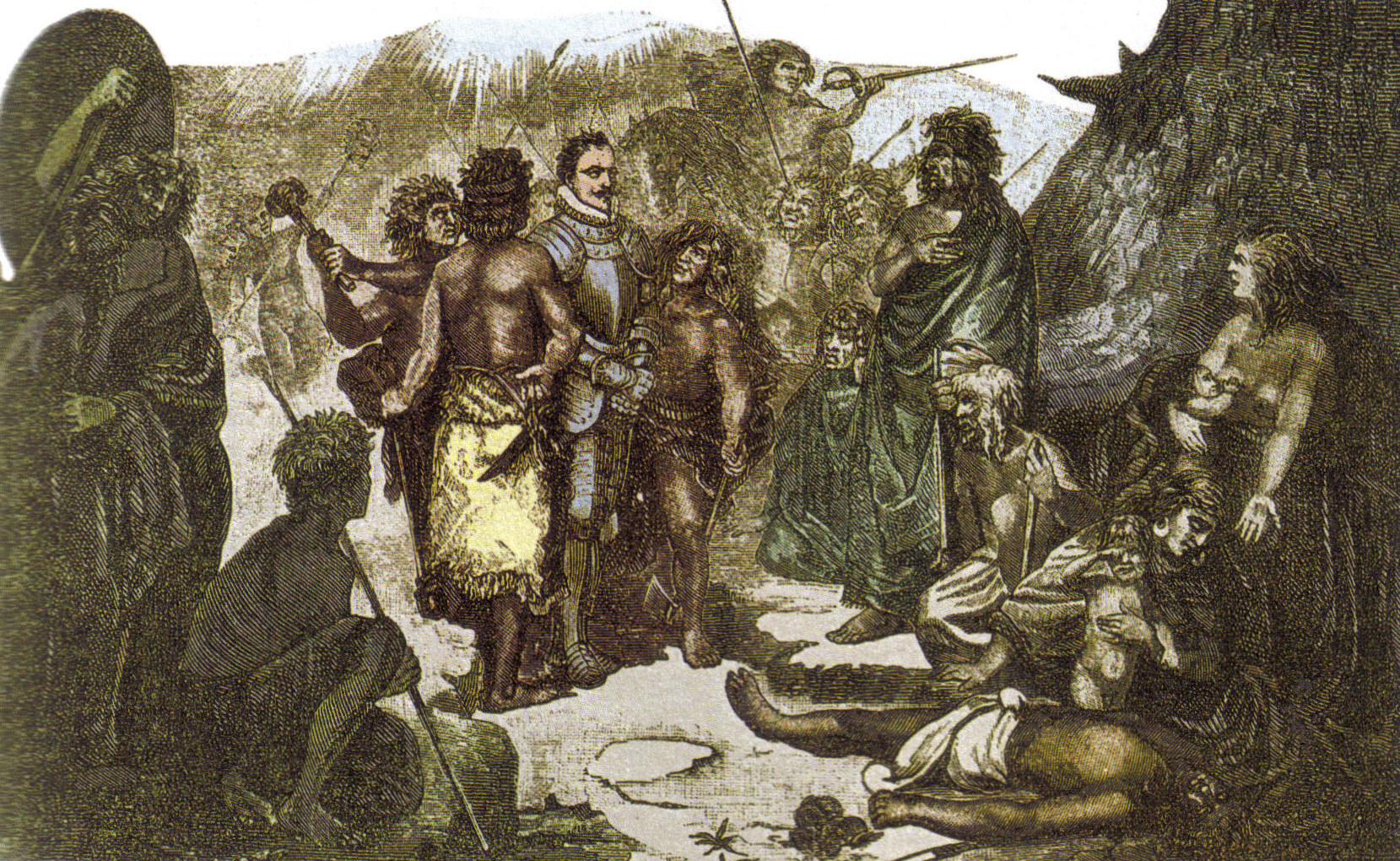
Últims moments de Pedro de Valdivia

Aquests el l'1 de gener de 1554, acabdillats per Valdivia, atacaren als indígenes; al principi del combat la cavalleria espanyola desbaratà fàcilment als dos primers cossos enemics, però com que aquests es renovaven sense parar, segons el pla ideat, arribà el moment en què les hosts de Valdivia sucumbiren a la força del nombre. La derrota dels espanyols fou completa, ja que els pocs que no moriren en la lluita foren fets presoners, comptant-ne entre aquests últims el mateix Valdivia. 
| « | Els vencedors es van acarnissar horriblement contra els vençuts, tallaren els braços a Valdivia, i lleugerament fregits se'ls menjaren davant seu, després del qual, seguiren trossejant-lo, fins que morí entre espantosos turments. Els altres presoners van tenir la mateixa sort. | » |

(Historia del Mundo en la Edad Moderna, Barcelona, 1914).

## Villagra, el successor
Villagra, successor de Valdivia en el comandament dels castellans, decidí venjar el desastre de Tucapel i la mort del seu antecessor i, a l'efecte, sortí de la Concepción amb totes les forces que va poder reunir. El febrer del mateix any 1554, després de diverses penoses jornades, acampà a Mariqueñu, prop del lloc on es trobava Lautaro. Assabentat aquest pels seus espies del moviment iniciat per Francisco de Villagra, preparà amb empallissades i trinxeres el lloc que jutjà més convenient per a presentar batalla a les hosts espanyoles. A l'albada es començà el combat, aconseguint aquestes al principi certes avantatges, ja que a la seva valerosa empenta sucumbiren gran nombre d'enemics, però els araucans, que es renovaven constantment, reorganitzant-se a l'empara de les seves defenses i empraven, a més de les armes usuals, uns llaços fets de fibres vegetals, amb els que podien derrocar als infants i genets, aconseguiren resistir fins al migdia.
Villagra que havia vist perillar greument la seva vida a causa d'un d'aquells llaços, salvant-se mercès al oportú auxili d'un dels seus soldats, reuní a consell als seus capitans, ja que temí veure's envoltat per totes bandes en observar que un gran cos de nous guerrers avançaven vers a ell des d'un turó veí on havien estat esperant. Això era un nou ardit del cabdill araucà, ja que aquest cos restava format per dones i infants que, armats de llances, simulaven un nucli de reserva; Lautaro aprofità la indecisió i temor de Villagra, i mentre els capitans espanyols deliberaven, mercès a un vigorós atac aconseguí apoderar-se dels canons castellans.

Aquesta derrota portà com a conseqüència immediata la presa de la ciutat de Concepción, saquejada i incendiada pels indis, mentre Lautaro, que des d'un turó contemplava les flames, brandava la llança i donant salts de content, deia 
| « | Jo soc Lautaro, que acabo amb els espanyols. | » |

(Diego de Rosales, Historia general del reino de Chile, (Valparaíso. 1877-78). Els guerrers indis de Lautaro, entregats, després de la victòria, a l'embriaguesa i al saqueig, no van saber aprofitar-se d'aquella, i davant d'una furiosa tempesta que va sobrevenir, es desbandaren.
A finals de 1555, repoblada Concepción pels espanyols, Lautaro es posa al front de noves hosts, que en espera d'un botí tan ric i abundós com el recollit a principis de 1554 s'aprestaven a entrar de nou en campanya. El 12 de desembre es travà el combat, que acabà amb l'abandonament de la ciutat, saquejada i destruïda altra volta pels indis, i aquesta vegada, com la primera, no van saber aprofitar-se dels avantatges de la victòria, deixant transcórrer el temps sense emprendre una vigorosa campanya que podia haver-li donat un triomf definitiu.
Lautaro que comprenia que el seu objectiu principal havia d'ésser Santiago, base d'operacions dels castellans, va concebre un pla que demostra la seva intel·ligència i valentia. Amb un nucli de 600 homes valents decidí creuar regió del Bio Bio. Sorprengué als treballadors d'unes mines que explotaven els espanyols a les ribes del Maule, recollí les seves eines i convocà els indis dels voltants per referir-les les victòries que sobre els castellans havia assolit, exhortant-los a reunir-se a les seves hosts per exterminar d'una vegada a l'invasor. Davant seu fugien tots els que no volien prendre part en la seva heroica empresa, i alguns d'aquests fugitius van portar a Santiago la noticia de la temible invasió.
Diego Cano, capità valent i experimentat en la guerra contra els indis, rebé del cabildo de Santiago l'encàrrec de defensar la ciutat, i assabentat de què Lautaro s'havia parat a les ribes del Mataquito amb el propòsit, sens dubte, d'ampliar les seves hosts, avançà amb l'avantguarda, formada aguerrits genets, que fou derrotada per Lautaro, el qual, considerant-ne que tenia forces suficients per a continuar endavant, es retirà vers el Sud, repassà el Maule i anà a establir-se en els camps propers a la desembocadura de l'Itata.

Mentre Lautaro feia una crida als indis d'aquella comarca, abans sotmesa al domini dels espanyols i llavors lliure de la seva presència, Villagra, convençut de la necessitat d'apoderar-se com fos del cabdill araucà, imaginà un parany que produí en la segona batalla de Mataquito el resultat ambicionat. Després d'un primer combat prop del riu, en el que els indis sofriren nombroses baixes, els deixà reorganitzar-se de nou i preparar i preparar un segon atac, mentre ordenava a un cos d'indis auxiliars, disfressats amb vestits dels espanyols, que es retiressin precipitadament vers Santiago amb els bagatges.
| « | Els sentinelles i espies de Lautaro comunicaren aquesta fugida, que ells van creure ser dels espanyols, amb el que el cap indi i la seva gent s'entregaren descuidats al descans. | » |

 D'aquesta forma Villagra va poder apropar-se de nit amb les seves forces al campament enemic, i, en avançar, després de prometre recompensa al que li presentés viu al cap indi, donà ordre de trencar l'atac. El toc de la trompeta espanyola despertà Lautaro per caure en el somni de la mort a la primera envestida de les forces de Villagra, i els araucans, sorpresos i sense alè per la pèrdua del seu cap, sofriren una completa derrota, dispersant-se per totes direccions perseguits per la cavalleria, que els apunyalà sense pietat, deixant el camp sembrat de cadàvers. Els indis auxiliars de Villagra tallaren el cap de Lautaro i la passejaren en la punta d'una llança pels carrers de Santiago. (Historia del Mundo en la Edad Moderna). L'historiador xilè Barros Arana va dedicar a Lautaro moltes frases de lloança.

Les gestes del cabdill indi han estat celebrades per Ercilla en els primers cants del seu poema èpic La Araucana, i especialment en el III, on diu que...
| « | Fué Lautaro industrioso, sabio, presto, De gran consejo, tèrmino y cordura, Manso de condición y hermosos gesto, Ni grande ni pequeño de estatura, El ánimo en las cosas grandes puesto, De fuerte trabazón y compostura, Duros los miembros, recios y nerviosos, Anchas espaldas, pechos espaciosos. | » |